# Azagra
Azagra település Spanyolországban, Navarra autonóm közösségben. Azagra Funes, Peralta, San Adrián, Rincón de Soto, Aldeanueva de Ebro és Calahorra községekkel határos. Lakosainak száma 3756 fő (2024).

## Népesség
A település népessége az elmúlt években az alábbi módon változott:
| Lakosok száma | 3756 | 3767 | 3793 | 3664 | 3860 | 3801 | 3818 | 3843 | 3781 | 3756 |
|               | 2001 | 2004 | 2006 | 2009 | 2011 | 2014 | 2016 | 2019 | 2021 | 2024 |